# All Together Now

Емблема клубу

„All Together Now“ — пісня фанатів Евертону, яку співають кожної гри для підтримки улюбленої команди.

## Історія
Історія „All Together Now“ розпочинається ще на початку 20-го сторіччя, коли Пітер Хутон написав слова до майбутнього хіта, а це сталося після того, як британець прочитав про незвичайні події на Західному Фронті під час Різдва 1914 року — автор вклав у пісню слова, які закликали до примирення між європейськими країнами.
Попри те, що текст „All Together Now“ перетерпів зміни, на це безумовно, вплинув час, адже реліз пісні відбувся аж в 1990 році,
 сама ідея про примирення і об'єднання залишилася центральною у синглі. Одразу, після появи на світ, творіння групи „The Farm“ стало популярним — тут і 4 місце в UK Singles Chart і 7 позиція у всесвітньовідомому Billboard.
Вперше пов'язали з футболом у 1995 році, коли „іриски“ вийшли у фінал Кубку Англії, де зуміли здолати „МЮ“, а вдруге під час кампанії збірної Англії до Євро-2004.

## Реклама та просування
У березні 1994 року пісня була виконана групою Farm та безліччю ліверпульської фанатів перед спіном Коп в Енфілд перед останнім Дербі в Мерсісайді перед старим Кобом який був зруйнований пізніше цього року і замінився на стійці для всіх місць.
У 2007 році пісня використовувалася в шотландських телевізійних рекламних роликах для Clydesdale Bank та у багатьох світових рекламних рекламах, що рекламують Cancer Research UK і Race for Life. Він також використовується як мелодія теми для висвітлення у програмі Sky Sports футбольної ліги Англії і як головна тема фільму 1994 Подвійний Дракон.

## Текст
| Оригінал пісні англійською мовою | Приблизний переклад українською мовою |
| --- | --- |
| "All Together Now" Remember boy that your forefathers died Lost in millions for a country's pride But they never mention the trenches of Belgium When they stopped fighting and they were one A spirit stronger than war was at work that night December 1914 cold, clear and bright Countries' borders were right out of sight When they joined together and decided not to fight All together now In no man's land, together All together now In no man's land, together The same old story again All those tears shed in vain Nothing learnt and nothing gained Only hope remains All together now In no man's land, together All together now The boys had their say, they said no Stop the slaughter and let's go home Let's go, let's go, let's go, let's go, let's go The boys had their say, they said no Stop the slaughter and let's go home Let's go, let's go, let's go, let's go home All together now In no man's land, together | "Всі разом зараз " Пам'ятай хлопче, що твої попередники помирали мільйонами за славу для твоєї країни Але вони ніколи не забудуть окопи Бельгії Коли вони перестали воювати і вони були одним цілим Дух сильніший, ніж війна, був у роботі тієї ночі грудня 1914 року Холодного, ясного і яскравого Край без кордонів був видний Навколо поки охоплював його зір Коли вони об'єдналися і вирішили не битися Всі разом зараз, всі разом зараз Всі разом зараз, на нічийній землі разом Всі разом зараз, всі разом зараз Всі разом зараз, на нічийній землі, разом Всі разом зараз На нічийній землі, разом Всі разом зараз На нічийній землі, разом Ті самі старі спогади знову Всі ці сльози пролилися даремно Нічого не навлися і нічого не забули Залишається тільки надія Всі разом зараз На нічийній землі, разом Всі разом зараз Хлопці стримали своє слово, вони сказали ні Зупиніть вбивство і підемо додому Давайте підемо, давайте йти, давайте підемо, давайте йти, давайте йти Хлопці стрималм своє слово, вони сказали ні Зупиніть вбивстча і підемо додому Ходімо, підемо, підемо, підемо додому Всі разом зараз На нічийній землі, разом |

## Версія Peace Collective
На честь 100-річчя з дня Різдва Перемир'я, що було під час Першої світової війни, було виконано пісню „The All The Together Now“ що була записана в 1990 році. Багато хто з великих музикантів та зірок Великій Британії, об'єдналися у „Колектив миру“, зробили кавер пісню та присвятили її благодійності.
У новій пісні чути основний хор футболістів-школярів з Англійської прем'єр-ліги та німецької Бундесліги. Всі прибутки від нової пісні, та презентація якої відбулися 15 грудня, відійшли до Британського Червоного Хресту.
2014 року була записана та зареєстрована нова версія пісні такими артистами Великої Британії як Сімон Брітон і Джон Мун на Sensible Music в Ілінгтоні (Лондон), до неї приєдналися Gorgon City та Clean Bandit, Gabrielle, Александра Берк, Engelbert Humperdinck, Julian Lennon, David Gray, Guy Chambers, Amelle Berrabah, Alison Levi, Mick Jones (The Clash), переможець Англійської телепередачі Voice 2014 Jermain Jackman, Massive Attack's Shara Nelson Версія 2014 зайняла першу позицію в UK Independent Singles Breakers Charts On 19 грудня та позицію 70 на UK Singles Chart.

## Чарти

### Позиція у чартах версії 1990 року
| Чарти (1990—1995)                | Найвища позиція |
| -------------------------------- | --------------- |
| Нідерланди (Mega Single Top 100) | 9               |
| Бельгія (Ultratop Wallonia)      | 13              |
| Швейцарія (Media Control AG)     | 18              |
| UK Singles Chart                 | 4               |

### Версія 2004 року
| Чарт (2004)      | Найвища позиція |
| ---------------- | --------------- |
| UK Singles Chart | 5               |

## Року лист
UK 7» single (1990)
1. «All Together Now» [7" version] — 3:59
2. «All Together Now» (Terry Farley/Peter Heller Mix) [edit] — 3:45

UK 12"/CD single (1990)
1. «All Together Now» — 5:45
2. «All Together Now» (Terry Farley/Peter Heller Mix) — 7:21
3. «All Together Now» (Rocky/Diesel Mix) — 5:13

US CD single (1990)
1. «All Together Now» (Single Mix) — 4:25
2. «All Together Now» (12" Mix) — 5:42
3. «All Together Now» (Indie Rock Mix) — 6:22
4. «All Together Now» (Farley/Heller 12" Remix) — 7:21
5. «Over Again» (Live Demo) — 4:16
6. «All Together Now» (Club Mix) — 6:13
7. «All Together Now» (Rocky & Diesel Mix) — 5:18
8. «All Together Now» (Dream Remix) — 9:27

UK CD single (2004)
1. «All Together Now» (DJ Spoony radio edit)
2. «All Together Now» (The Choral Mix)
3. «All Together Now» (Spoony Wants to Move Mix)
4. «The Wembley Experience» (Virtual Tour of the New Stadium)

## Goleo VI and Atomic Kitten version
«All Together Now (Strong Together)»- це пісня британських виконавців Goleo VI і Atomic Kitten записана для Чемпіонату Світу з футболу і була представлена у повній комп'ютерній анімації та випущеній у форматі Музичного відеокліпу, який показує талісманів Кубку Світу Голео і Пілле, які подорожують по всьому світу, поки вони не прибувають до Олімпійського стадіону в Бероіні.

### Випуск
«All Together Now (Strong Together)» була випущена лише німецькою мовою у Європі. Вона досягла 16 позиції в Німеччині, це був її п'ятий найвищій та найкращій результати пісні. В Австралії та Швейцарії вона досягнула позицій № 35 та № 42.

## Версія Ф.К.Евертон
У травні 1995, пісня була записана та видана Евертоном з нагоди його виступу в фіналі Кубка Англії 1995 року. Хіт, «Евертона» у і 1995 році, досягнув 24-ї сходинки в чарті «Singles» у Великій Британії.
Випучена пісня також містила іншу версію під назвою « All Together Now — D.i.y Mix»

## Версія для Євро 2004
Пісня була випущена в іншому футбольному контексті цього разу для підтримки кампанії збірної Англії з футболу під час Євро 2004, яке відбувалося в Португалії в червні та липні 2004 року. Пісня була під назвою «Euro 2004 (All Together Now)» її коментував та переробив DJ Spoony, як додатковий вокал також виступив
хор хлопчиків святого Франциска Хав'єра з міста Ліверпуля.
Ця версія, випущена 31 травня 2004 року, досягнула максимальної своєї позиції 5 на британському чарті «Singles».
Пісня також була реміксована Producers Scouse Producer BCD Project (Lee Butler Radio City, Les Calvert і Mike Di Scala). Ремікс був представлений у збірці «Clubland 5» у 2004 році.
Ця версія була включена у збірку «Спортивні теми» під назвою «20 Classic Sport Themes» у липні 2004 року.